# Szew potyliczny
Szew potyliczny (łac. sulcus occipitalis, sutura occipitalis) – szew obecny na głowie niektórych owadów.
Szew stanowi poprzeczny szew rzekomy. Gdy obecny, rozdziela w części grzbietowej głowy ciemię od potylicy, a w częściach bocznych policzki od zapoliczków (postgenae). Jest szczególnie dobrze rozwinięty u prostoskrzydłych. Po wewnętrznej stronie oskórka szwowi temu odpowiada listewka wzmacniająca tylną ścianę puszki głowowej.
U błonkówek terminem sutura occipitalis określa się szew biegnący między sulcus malaris a otworem potylicznym, u Mymaridae odpowiadający mniej więcej położeniu żeberka potylicznego u innych Chalcidoidea.